# Áreas protegidas de Vanuatu

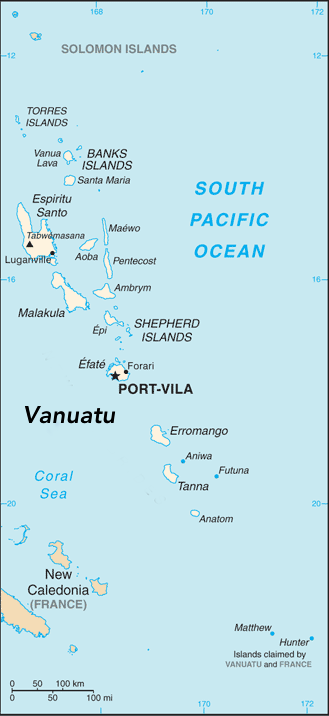
Vanuatu

Según la IUCN, en 2025 hay, en Vanuatu, 34 áreas protegidas, el 4.15 % del territorio, 506 km² de los 12.197 km² del país, y 66 km² de áreas marinas, el 0.01 % de la superficie marina que pertenece al país, 625.984 km². El conjunto comprende 3 reservas marinas, 7 áreas marinas protegidas, 1 reserva, 1 área de conservación, 3 reservas recreativas y 19 áreas de conservación forestales.

## Reservas marinas
- Nagha mo Pineia, 10.5 km². Al este de la pequeña isla de Peskarüs, al sudeste de la isla de Malakula, conocida por los dugongos. Peskarüs forma parte de las islas Maskelyne, al sur de Malakula.[3]
- President Coolidge y Million Dollar Point, 1 km², al sudeste de la isla del Espíritu Santo. El nombre se debe a que en este lugar se hundió durante la Segunda Guerra Mundial el barco norteamericano SS President Coolidge, frente al Million Dollar Point, un mirador en la costa al sudeste de la isla. El trasatlántico de lujo, de 200 m de eslora, fue reconvertido en barco de transporte durante la guerra y se hundió frente a la base naval al chocar con unas minas colocadas por EE UU, en un error de fuego amigo. Hoy se usa como atractivo turístico para hacer submarinismo a 30 m de profundidad.[4]
- Narong Marine, 1.6 km², al noroeste de la isla de Malakula.

## Áreas marinas protegidas

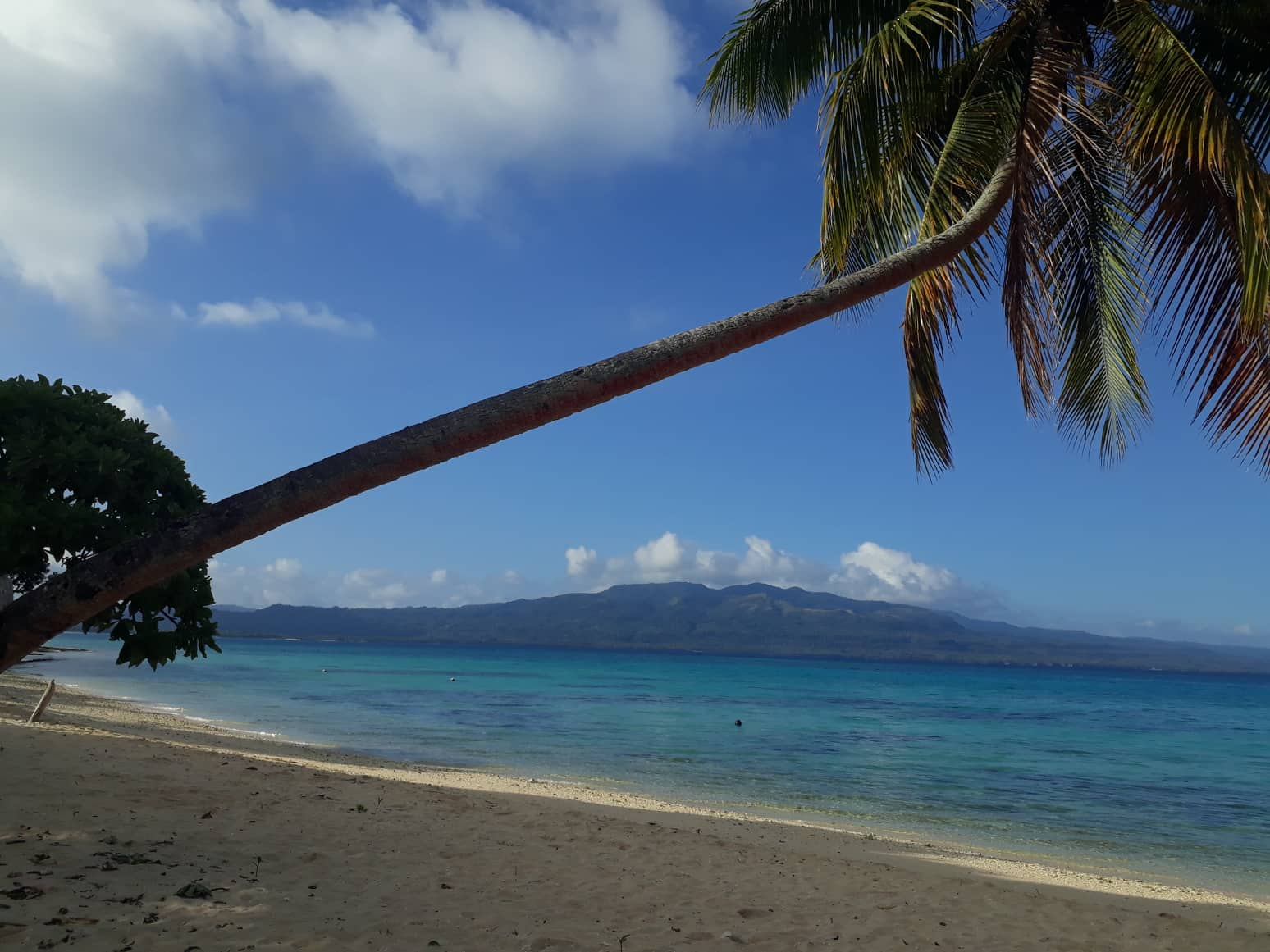
Playa de Werearu en la isla de Pelé.

- Lagunas Erakor y Empten, desde 1997, al sudoeste de la isla de Éfaté, entre Port Vila y Ekasup, conectadas entre sí y Erakor con el mar, donde se encuentra la pequeña isla de Erakor. de 600 m de longitud y completamente llana. La laguna de Erakor tiene 3 km de longitud, de sudoeste a nordeste, y 500 m de anchura, y la laguna de Empten tiene 2,5 km de longitud, de noroeste a sudeste, y de 600 a 1000 m de anchura en su parte meridional. Entre ambas, con forma de uve invertida, se encuentra el jardín botánico de Hilltop.
- Isla de Hideaway, en la bahía de Mele, al oeste de la isla de Éfaté, donde hay un santuario marino en un pequeño atolón de coral y un resort, no muy lejos de la costa, al norte de Port Vila.[5]
- Lekavik. Es un pequeño arrecife de coral en el municipio de Lebwibwi, al oeste de la isla de Pentecostés.[6] No aparece en el registro del plan de acción para la biodiversidad de Vanuatu.[7]
- Emua, 1,5 km2, arrecife y manglar al norte de la isla de Efate, en la provincia de Shefa.
- Área protegida marina de Nguna-Pele, 30 km2, al norte de Efaté, en una zona marina entre las islas de Nguna, de 24,5 km2, dividida por dos cráteres de volcanes extintos, y la isla de Pele, de 4,3 km2, con un volcán de 198 m de altura. La isla está habitada por poco más de 200 personas. La zona es popular entre los submarinistas, ya que posee arrecifes, lechos de algas, manglares y lagunas intermareales. El punto de partida es la localidad de Piliura, al oeste de Pelé.[8][9]

## Reservas
- Naomebaravu-Malo, 11 ha, desde 1984, al este de la isla Malo, en una zona de arrecifes.[10]

## Área de conservación

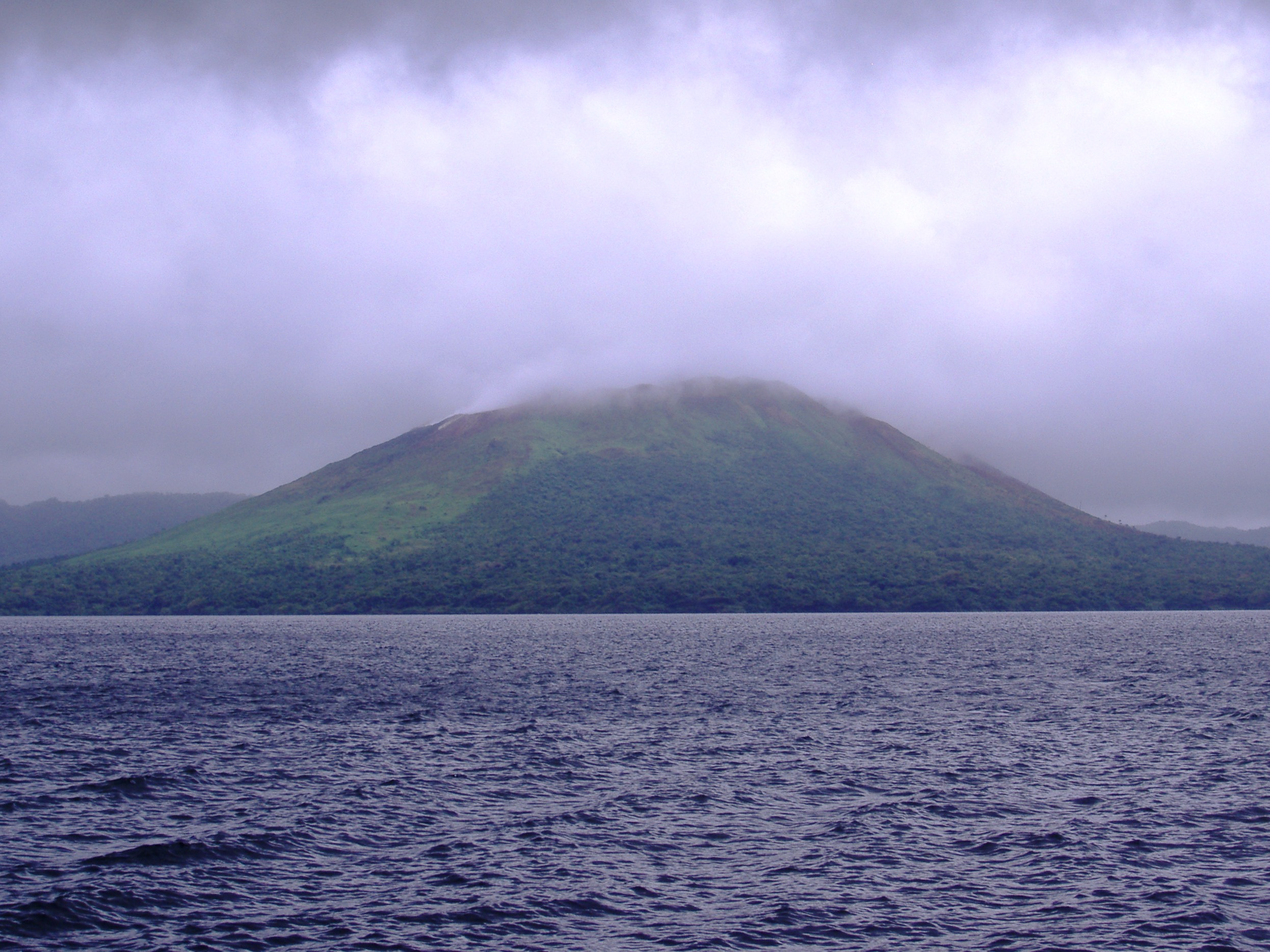
Monte Garet y lago Letas

- Lago Letas. En el centro de Gaua, en las islas Banks, al norte de Vanuatu, en la provincia de Torba. La isla forma una montaña de 3000 m desde el fondo del océano y forma un estratovolcán de 40 km de anchura. El lago está en un cráter en la caldera del monte Garet, un volcán activo, a 979 m de altitud, y tiene 100 m de profundidad. La caldera tiene 8,5 por 6 km y 19 km². Tiene una gran población de anguilas, con dos especies destacables: la anguila moteada gigante y Anguilla megastoma. Las anguilas maduras bajan hasta el mar a través del río Solomul, sorteando la cascada Siri, de 120 m de altura, antes de alcanzar el mar. Las que sobreviven tienen  un arduo camino de vuelta hasta el lago. Hay dos especies de camarones, Atyoides pilipes y Caridina typus, y una de gambas, Macrobrachium lar. En el río Solomul hay 15 especies de crustáceos y 18 especies de peces. En el lago se encuentra la subespecie del zampullín australiano Tachybaptusnovaehollandiae leucosternos. El clima es muy húmedo. entre 4000 y 5000 litros.

## Reservas recreativas
- Reserva recreativa de Aore, 37 ha, al oeste de la isla de Aore, al sur de la isla Espíritu Santo.
- Reserva de Whitesands, 39 ha, al sur de la isla de Éfaté.
- Bucaro Aore, 2 ha, al norte de la isla de Aore, al sur de la isla Espíritu Santo.

## Áreas de conservación forestales

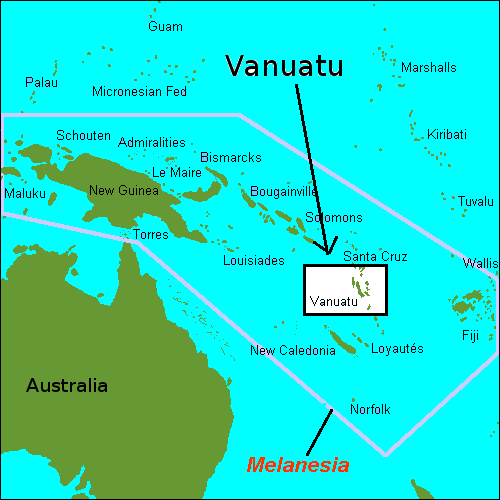
Vanuatu en la Melanesia

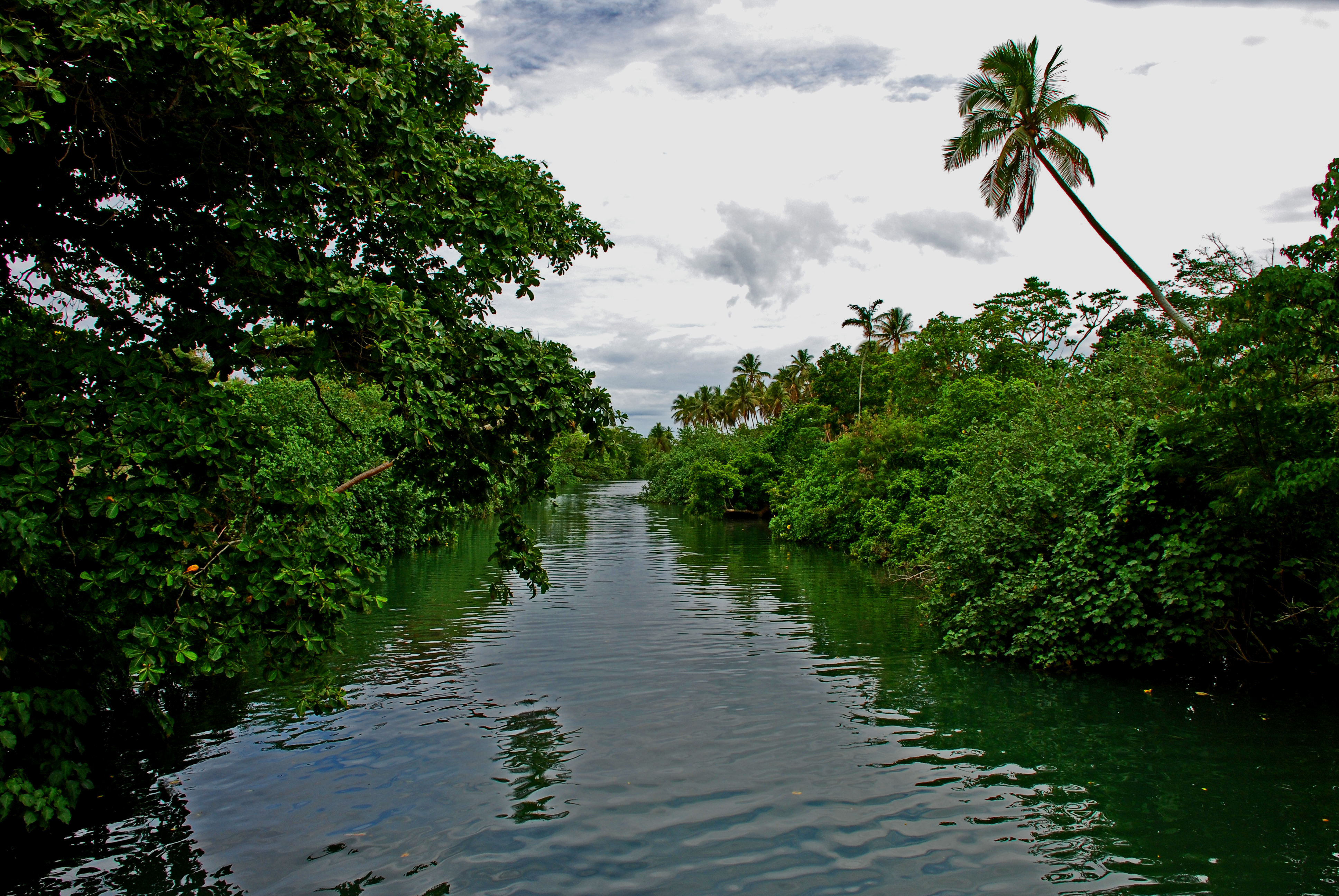
Río Neslep en la isla de Éfaté

Islas Torres, al norte de Vanuatu

Los bosques de Vanuatu pertenecen a la ecorregión selva de Vanuatu, que pertenece asimismo a la ecorregión de bosque lluvioso tropical y subtropical o pluvisilva. Los bosques pueden ser bosques lluviosos de tierras bajas o montaña, estacionales con matorrales, manglares, de reciente formación en terrenos volcánicos y secundarios. Los de tierras bajas se dan en el sudeste o a barlovento de las islas, es decir, en la parte expuesta a los vientos dominantes. En general, en los bosques montanos suelen encontrarse coníferas del género Agathis, conocidas como kauris.
- Reserva de la isla de Loh, en las islas Torres.
- Parque marino de Uri, al este de la isla de Malakula.
- Reserva marina de conservación de Ringi te Suh, 1 km2, al sudeste de Malakula, en las islas Maskelyne. Es una isla artificial construida por los habitantes de Pellonk, para proteger las almejas gigantes.[12]
- Reserva extensión de Ringi te, junto a la anterior en las islas Maslekyne.
- Área protegida de Nevnal, al noroeste de la isla de Malakula
- Área protegida de Loru, 2,2 km2, al sudeste de la isla Espíritu Santo.
- Área de conservación de Wiawi, 50 km2, al noroeste de Malakula.
- Área de protegida de Vendik, al oeste de la isla de Malakula.
- Área de protegida de Lakorombanga, al oeste de Malakula
- Área protegida de Lownahuru, en la isla de Tanna
- Reserva de la isla de Hiu, en el archipiélago de las islas Torres, en el extremo septentrional de Vanuatu.
- Reserva de la isla de Tegua, en las islas Torres.
- Vatthe, 34.85 km², de los que 6.48 km2 son marinos, al norte de la isla Espíritu Santo, en la Big Bay.
- Lasenuwi, al oeste de la isla de Malakula.
- Erromango Kauri, 32 km2, al oeste de la isla de Erromango. Bosque dominado por los géneros Agathis (pino kauri)-Calophyllum (palo María) en zonas bajas.
- Reserva de Ambrym Megapode, al noroeste de la isla de Ambrym.
- Éfaté central (Teouma). Todo el centro de la isla de Éfaté.
- Western Peninsular, al noroeste de la isla Espíritu santo.
- Área protegida de Pankumo, al sur de la isla de Malakula.

## Áreas de importancia para las aves

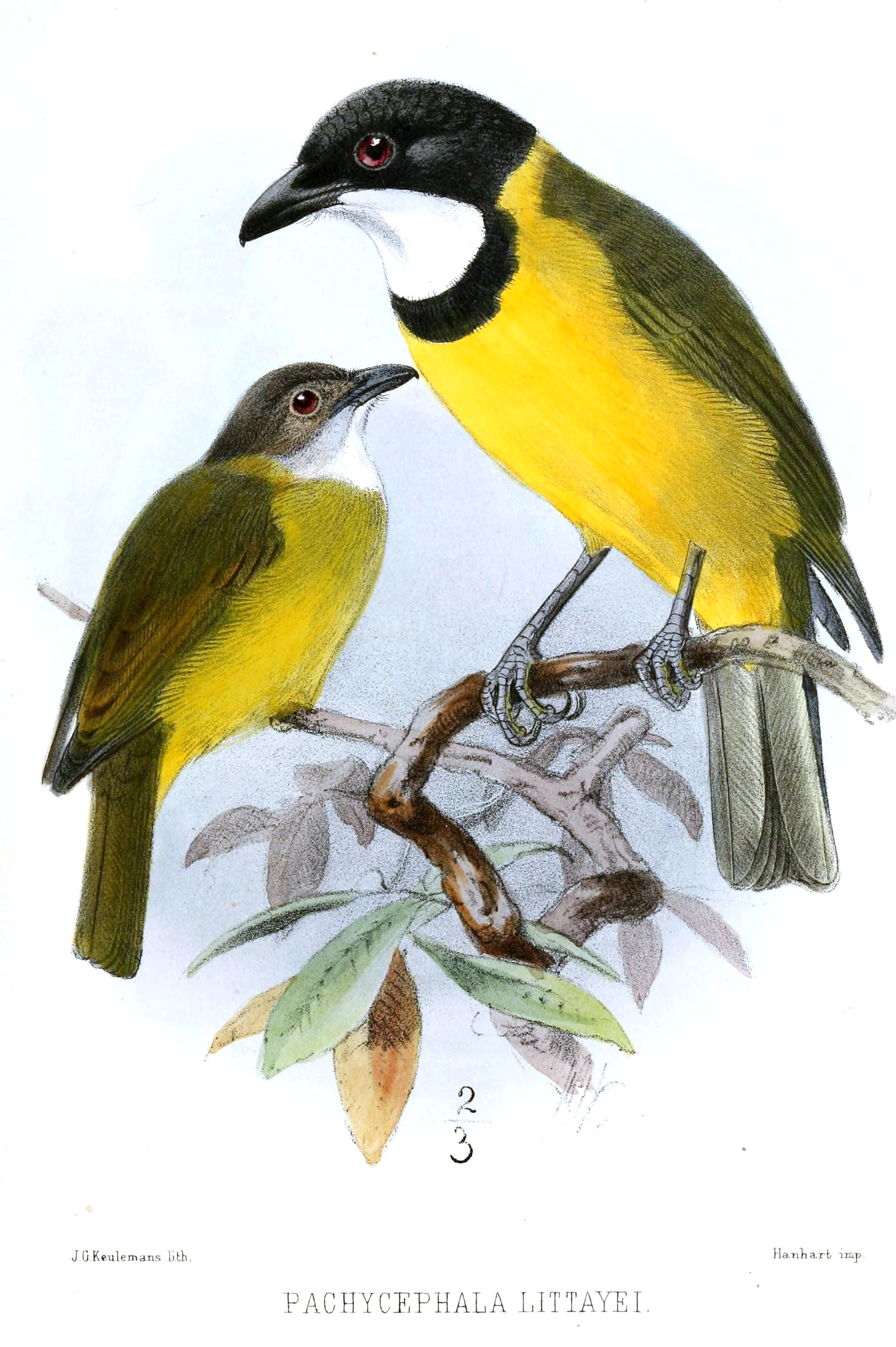
Silbador melanesio

En Vanuatu, en 2015, hay 26 IBAs (Áreas de importancia para las aves catalogadas por Bird Life International), que cubren una superficie de 8591 km², y un EBA (Área de aves endémicas) global que cubre Vanuatu y las islas de Santa Cruz de las islas Salomón. En total hay 90 especies de aves, de las que 9 están amenazadas y 11 son endémicas de las islas. De las aves, 47 especies son terrestres, 28 son acuáticas, 22 son marinas y 38 son migratorias. Las especies amenazadas son el petrel acollarado, el chorlitejo mongol chico, la fardela de cuello blanco, la paloma perdiz de Santa Cruz, la golondrina de mar de garganta blanca, el correlimos acuminado, el lori palmero, el estornino de Espíritu Santo y el zarapito siberiano.

### IBAs

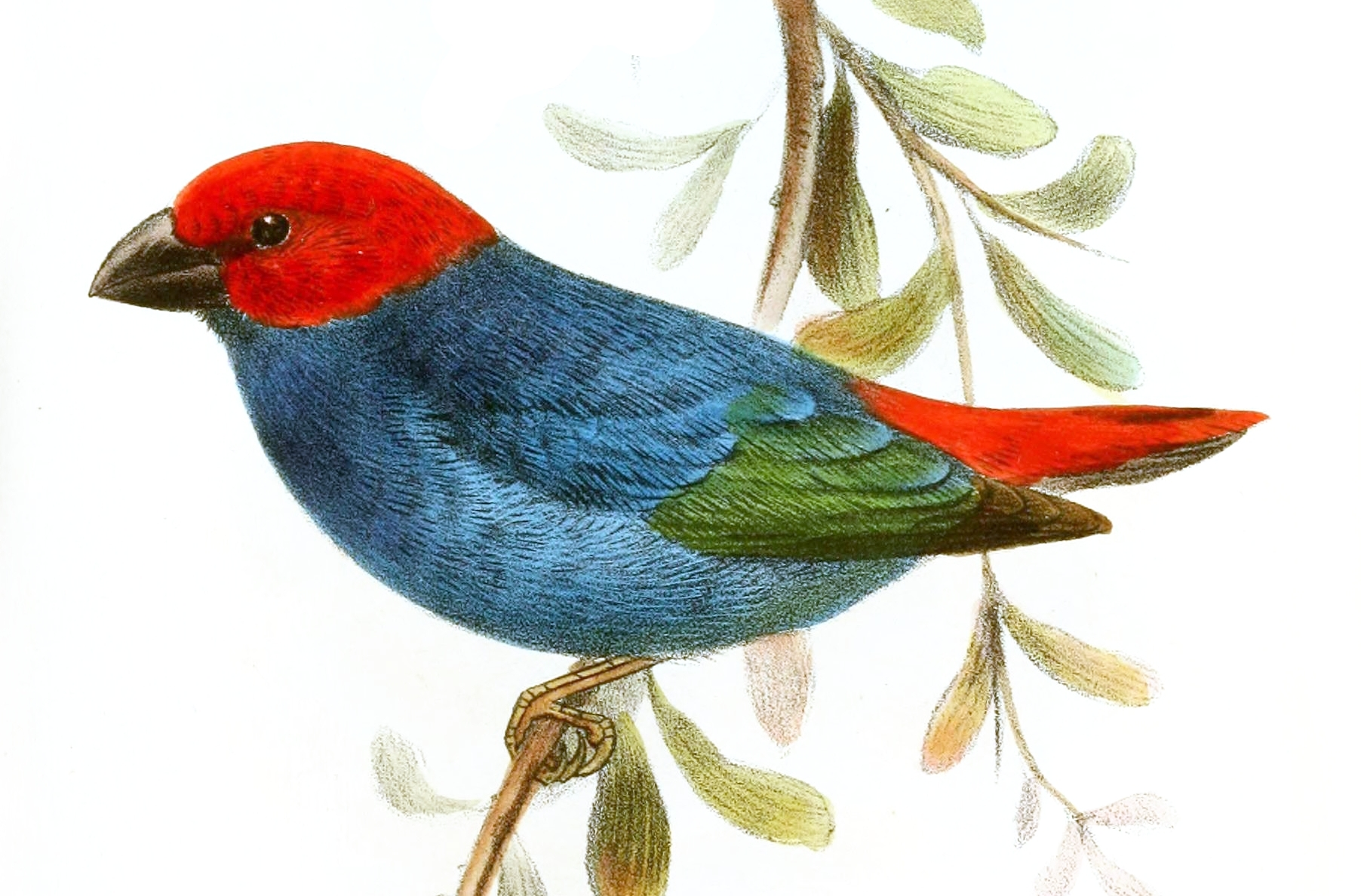
pinzón loro real o diamante real, presente en el norte de la isla de Tongoa, al norte de las islas Shepherd.

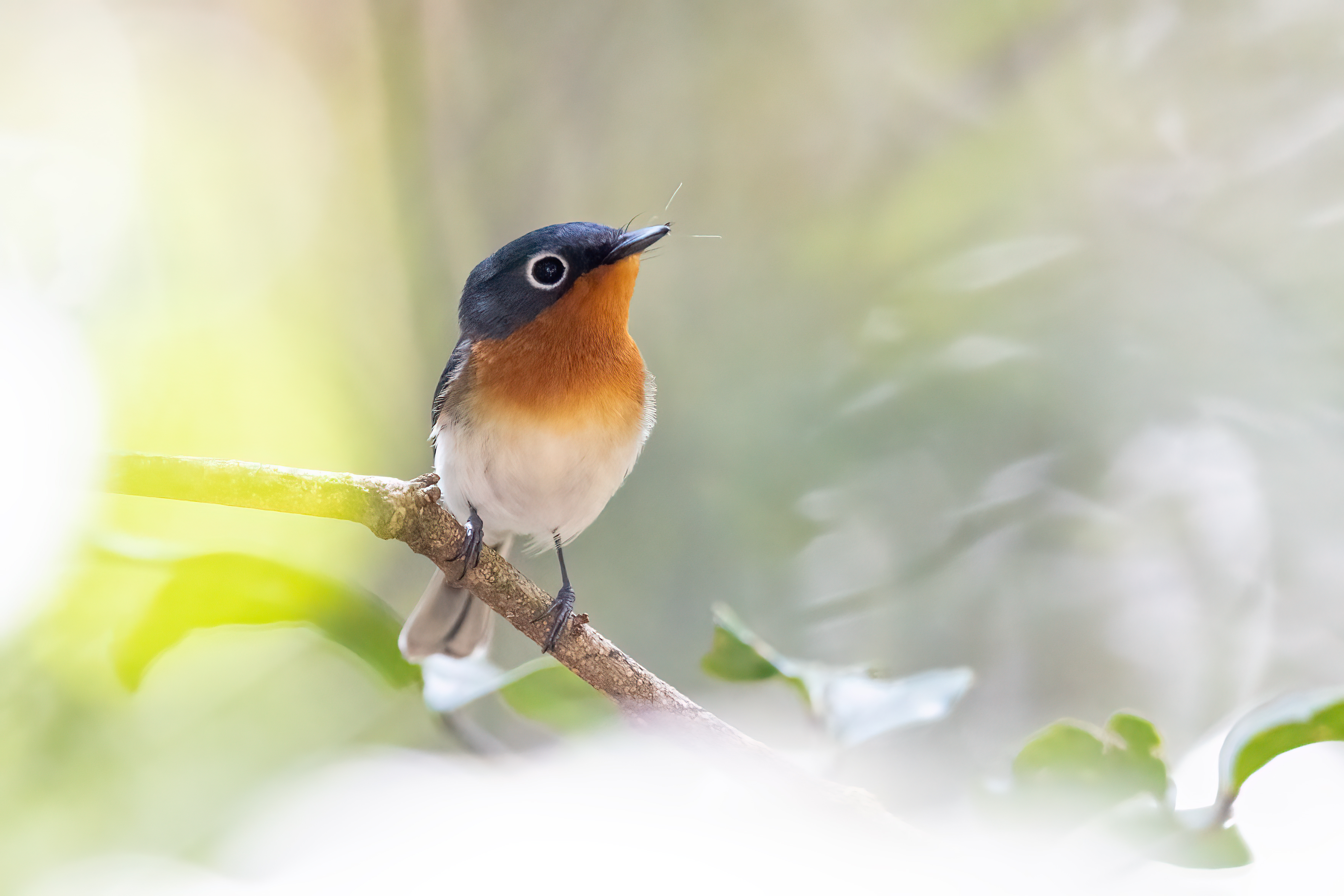
Monarca melanesio

- Ambae, 154 km². El centro de la isla de Ambae, entre 500 y 1496 m de altitud. Entre las aves, tilopo de Tanna, tilopo de Grey, lori palmero, mielero cardenal, mielero ventriblanco, Gerygone flavolateralis, oruguero polinesio, oruguero colilargo, abanico moteado, monarca melanesio, monarca de las Banks, monarca pardo, anteojitos frentigualdo y estornino de Melanesia.
- Ambrym Oeste, 176 km². Costas norte y oeste de la isla, con una gran parte cubierta de bosque y deshabitada. En la zona hay 5 volcanes de más de 1000 m de altura. Importante por los talégalos, gallináceas parecidas al pavo, con una colonia en la playa de Buwoma que está declinando.
- Gaua, 187 km². Isla volcánica que sed alza 3000 m por encima del fondo marino y emerge 797 m. El monte Gharat ha tenido 13 erupciones desde 1963. Se encuentra el lori palmero y el diamante real, así como la dúcula de Nuevas Hébridas y el talégalo de Nuevas Hébridas. Del resto de animales destacan los murciélagos Notopteris macdonaldi y Pteropus anetianus y el enorme cangrejo de los cocoteros.
- Loru, 140.5 km². Área marina y terrestre al este de la isla Espíritu Santo, entre 0 y 150 m.
- Monte Tukusmera, 59.7 km², 1025 m, 19.o32'20"S, 169.o22'51"E. Al sudoeste de la isla de Tanna. Programa de conservación del petrel acollarado.
- Cuello de Malakula-Bahía Crab, 222.5 km² en el cuello de la isla de Malakula, que separa las dos parte de la isla y la zona marina de la bahía del Cangrejo, llena de islotes turísticos, entre 0 y 450 m.
- Cordillera Espíritu Santo, 1684 km². Cadena montañosa que recorre el oeste de la isla Espíritu Santo. Comprende los cinco picos más altos del país: los montes Tabwemasana (1879 m), Kotamtam, Tawaloala, Santo y Lolohoe. Aquí se encuentran la paloma perdiz de Santa Cruz y el estornino de Espíritu Santo, y más comunes por encima de los 500 m, el lori palmero y la dúcula de Nuevas Hébridas.
- Islas Tongoa y Laika, 34.4 km². Ambas forman parte de las islas Shepherd, en la costa sudeste de la isla Epi. Tongoa es de origen volcánico, centrada en la población de Kurumabe, donde se explota la energía geotermal. Laika, al norte, es más pequeña, solo se alza 40 m y posee una amplia colonia de pardela del Pacífico. El norte de Tongoa es conocido por el pinzón loro real y en la isla abunda el talégalo de Nuevas Hébridas.
- Área marina de Vanua Lava, 3828 km². Abarca una extensión marina de 25 km en torno a la isla de Vanua Lava, donde se encuentra nidos de fardela de cuello blanco.
- Monte Sereama en Vanua lava, 141 km². Hay cocodrilos en las áreas pantanosas salinas, cangrejo de los cocoteros y dúcula de Nuevas Hébridas.[14]
- Vatthe, 37 km², en el centro y la zona oriental de la isla de Espíritu Santo. Hay talégalo de Nuevas Hébridas y alción ventrirrufo.
- Malo Occidental (West Malo), 56.5 km², toda la zona oeste de la isla de Malo, al sur de Espíritu Santo, entre 0 y 220 m.
- Aneityum, 38,5 km², en la isla de Anatom, también llamada Aneityum o Kéamu, en el extremo meridional de Vanuatu, en 20°10′48″ S-169°48′36″ E. Entre 0 y 750 m de altitud. la isla, de 159 km², culmina en un volcán de 852 m de altura, el Inrerow, junto a otro cono volcánico, el Nanawaréèz, de 804 m, al este del anterior, que erupcionaron hace unos 12.000 años.[15]
- Ringi te Shu, 97 km2, al sudeste de Malakula, en las islas Maleskyne, de 0 a 65 m de altitud.
- Green Hill, 20,3 km2, al norte de la isla de Tanna, entre 0 y 430 m.[16] Es importante porque aquí crece la endémica palmera bangulu (Carpoxylon macrospermum), nativa de Tanna, Futuna y Anatom, aunque introducida en otrs islas.[17]
- Islas Torres, 87 km2. Son varias islas en el extremo septentrional de Vanuatu, en particular Hiu, Tegua y Metoma. En la zona hay geckos bandeados, geckos mofeta y una subespecie de lechuza común.[18]
- Pentecostés Norte, 52 km2, en el norte de la isla de Pentecostés, entre 0 y 380 m.
- Bahía de Homo, 20,6 km2, al sudoeste de la isla de Pentecostés, de 0 a 100 m de altura.
- Pequeño Nambas (Small Nambas), 214 km2, área terrestre al oeste de la isla de Malakula, de 0 a 620 m de altitud.
- Cadena montañosa Santo (Santo Mountain Chain), 1684 km2, en la isla Espíritu Santo, la sierra de la prolongación noroccidental, entre 500 y 1879 m.
- Mota Lava, 34,4 km2. Toda la isla de Mota Lava (24 km2) y una zona marina, entre 0 y 380 m de altura. Está formada por al menos cinco estratovolcanes basálticos. Las precipitaciones anuales superan los 4000 mm.
- Efate Norte, 612 km2. Norte de la isla de Éfaté y las islas pequeñas de Moso, Nguna, Emao y Lelepa. Entre 0 y 630 m de altura.
- Maewo Sur, 37,6 km2, en el sur de la isla de Maewo, entre 0 y 750 m.
- Erromango, 327 km2, marina y terrestre, en el centro de la isla de Erromango, entre 0 y 670 m.
- Epi, 137 km2, en el norte de la isla volcánica de Epi y una zona marina. Entre 0 y 600 m.[19]
- Ureparapara, 44,2 km2. La isla de Ureparapara, de 39 km2, y una zona marina al norte. La isla es la tercera más grande del grupo de las islas Banks, al norte de Vanuatu. es un antiguo cono volcánico invadido por el mar en la costa este, que forma la bahía Divers. Aparte de esta pendiente en la costa, la isla es circular, con un diámetro de aproximadamente ocho kilómetros.
- Wiawi, 42,7 km2, al noroeste de la isla de Malakula, de 0 a 575 m.